# Vlagyimir Valentyinovics Varankin
Vlagyimir Valentyinovics Varankin /orosz: Владимир Валентинович Варанкин, eszperantó: Vladimir Valentinoviĉ Varankin / (Nyizsnyij Novgorod, 1902. november 12. – Moszkva, 1938. október 3.) orosz eszperantista író, a Nyugat-európai történelem professzora, a Moszkvai Idegennyelvi Pedagógiai Intézet igazgatója.

## Életútja
Varankin Nyizsnyij Novgorodban született, kispolgári családban. Apja, Valentyin Jegorovics Varankin (meghalt 1921-ben) egy takarékpénztárat vezetett, amíg be nem hívták a Vörös Hadseregbe. Varankin édesanyja, Nyina Alekszejevna (meghalt 1953-ban) könyvtáros volt. Vlagyimirnek két testvére volt: Jurij  (született 1906-ban, meghalt 1988-ban) és Vjacseszlav (született 1916).
A gimnáziumi tanulmányainak utolsó évében (1919) néhány barátjával elkezdett eszperantót tanulni, akikkel hamarosan megalapította a Fiatal Eszperantisták Városi Körét, amely később megyei központ lett. 
Időközben a Moszkvai Állami Egyetem Társadalomtudományi Karán és a Külügyi Intézetében végzett, az Idegennyelvi Műszaki Intézet igazgatója lett, ahol történelmet is tanított.
Kevesebb, mint egy év alatt az eszperantó egyesületnek sikerült hat eszperantó tanfolyamot szerveznie a városban, sőt néhol (helyi eszperantista tanárok segítségével) még a nemzetközi nyelv iskolai oktatását is.
1938. február 7-ről 8-ra virradó éjszaka Varankint letartóztatták. Koholt vádak alapján ítélték el, kémkedéssel és szabotázzsal, szovjetellenes propagandával ill. Sztálin meggyilkolására irányuló összeesküvéssel vádolták.
A Szovjetunió Legfelsőbb Bírósága 1938. október 3.-án teljes vagyonelkobzással és golyó általi halálra büntette, agyonlőtték. Az ítéletet ugyanazon nap éjjelén hajtották végre Moszkvában, fellebbezési jog és amnesztia nélkül.

## Művei
- Teorio de Esperanto, 1929 - en tiu libro Varankin okupiĝas pri la internacia lingvo ĝenerale, pri ĝia etimologio, radikaro, sintakso k. a.
- Metropoliteno, 1933, 1977 - originala romano, 200 p.
- Владимир Варанкин. Метрополитен. Роман.  (Enrusigis E.A. Budagjan.)

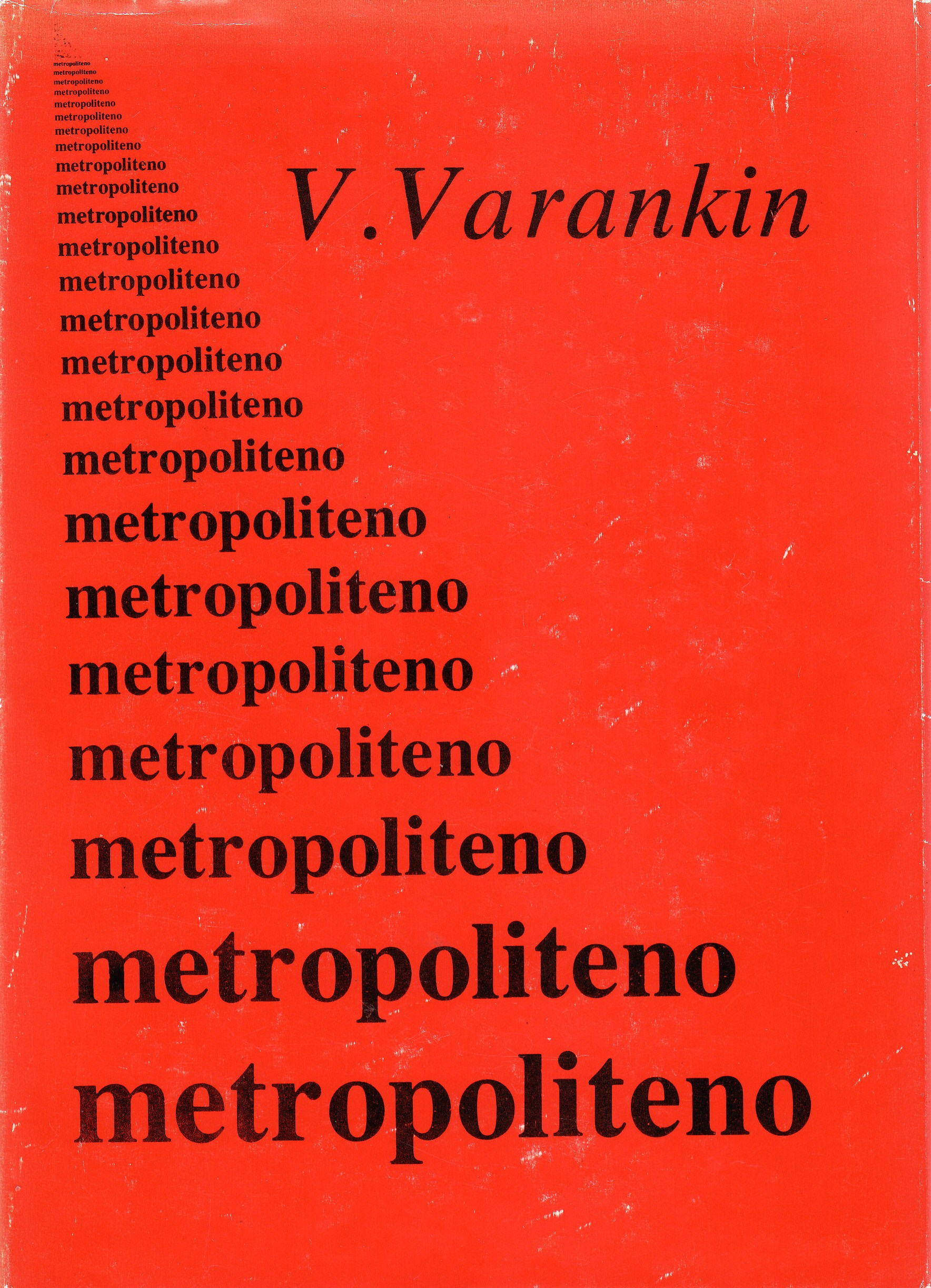
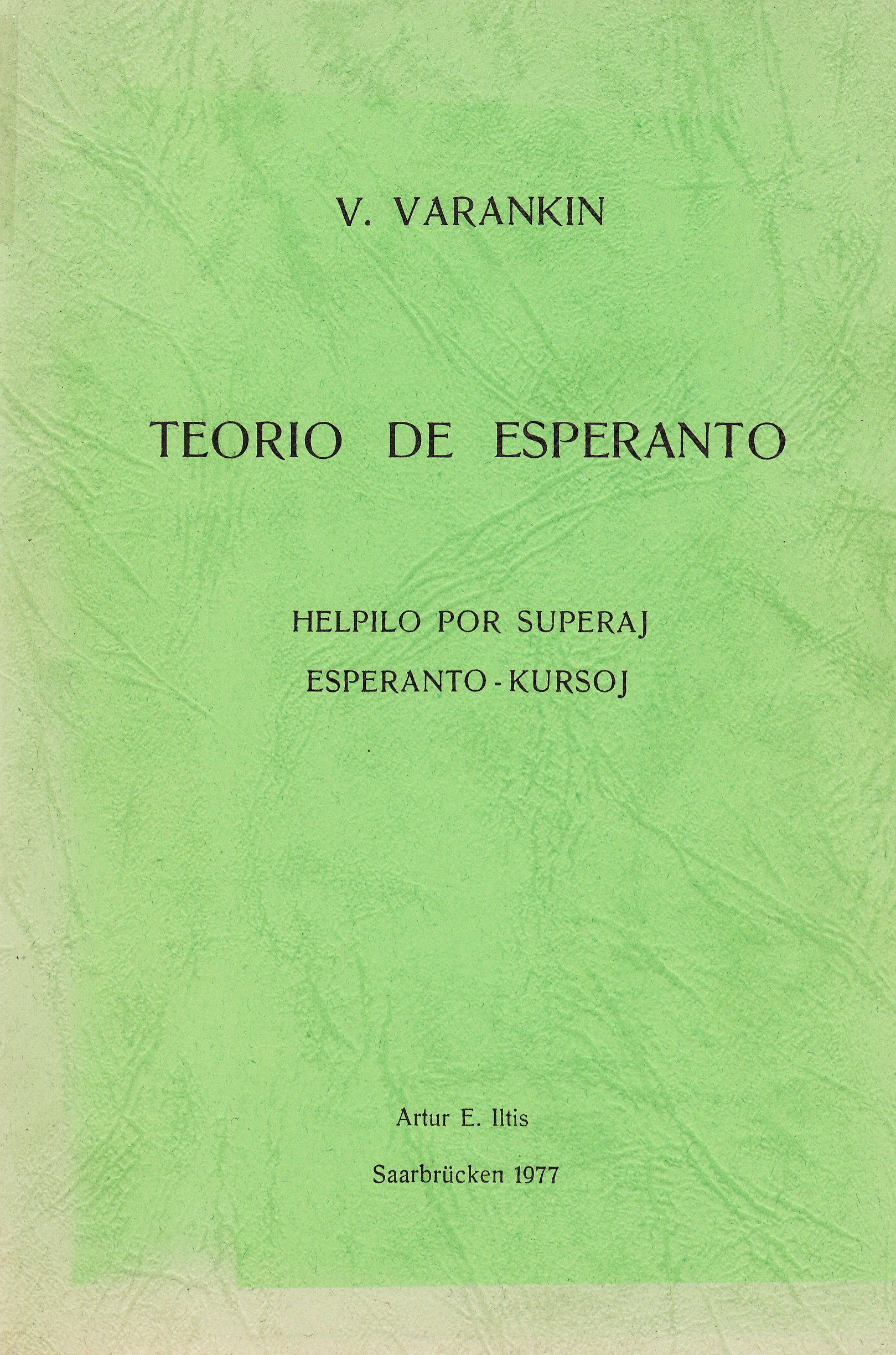
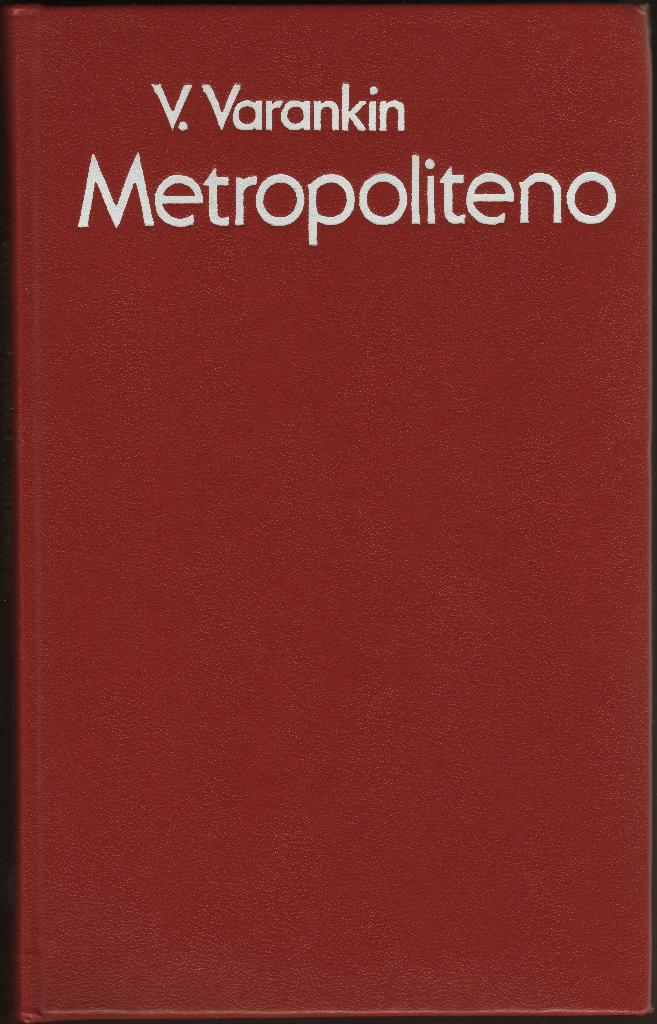

- Esperanto por laboristoj

## Fordítás
- Ez a szócikk részben vagy egészben  a   Vladimir Varankin című eszperantó Wikipédia-szócikk ezen változatának fordításán alapul.  Az eredeti cikk szerkesztőit annak laptörténete sorolja fel. Ez a jelzés csupán a megfogalmazás eredetét és a szerzői jogokat jelzi, nem szolgál a cikkben szereplő információk forrásmegjelöléseként.